# Annandale, Minnesota
Annandale är en stad (city) i Wright County i Minnesota. Vid 2010 års folkräkning hade Annandale 3 228 invånare.

## Kända personer från Annandale
- Dean Barkley, politiker